# Fatal Fury Special
Fatal Fury Special (餓狼伝説スペシャル, Garou Densetsu Special au Japon, Legend of the Hungry Wolf Special) est un jeu vidéo de combat 2D développé et édité par SNK en 1993 sur les systèmes Neo-Geo MVS, Neo-Geo AES et Neo-Geo CD (NGM / NGH 058),,. Il fut adapté sur FM Towns, Mega-CD, PC Engine, Super Nintendo, X68000, Game Gear & Xbox Live Arcade.
Fatal Fury Special est le troisième épisode de la série Fatal Fury.

## Personnages
Aux huit personnages jouables du second épisode s'ajoutent huit nouveaux. Trois combattants issus de Fatal Fury — Duck King, Tung Fu Rue et Geese Howard — et les quatre boss de Fatal Fury 2 — Billy Kane, Axel Hawk, Laurence Blood et Wolfgang Krauser. Le seizième combattant, Ryo Sakazaki, jouable uniquement en mode versus, est à débloquer avec un code une fois qu'on l'a vaincu.

## Versions
La version Mega-CD a été développée par Funcom et éditée par JVC Musical Industries. Takara a édité la version Super Nintendo et Hudson Soft la version PC Engine.
- Console virtuelle (Japon, Amérique du Nord, Europe)
- PlayStation Network
- Xbox Live Arcade